# A'ischa
A'ischa (arabisch عائشة, DMG ʿĀʾiša) oder Aischa ist ein weiblicher Vorname.

## Bedeutung
Aischa (ʿĀ'ischa) ist ein arabischer Name und bedeutet die Lebendige, die Lebenslustige.

### Weitere Varianten
| - Aishah - Aisha - A'isha - Aeischa | - Aïcha - Ayischa - Aysha - Ayicha | - Ayşe (türkisch) - Ajshe - Aische |

## Namensträgerinnen
- Aischa bint Abi Bakr (um 613–678), jüngste Frau von Mohammed
- A'ischa (Dichterin) († 1009), Dichterin aus al-Andalus
- Aisha (Sängerin) (* 1986), lettische Popsängerin
- Aischa Abd ar-Rahman (1913–1998), ägyptische Schriftstellerin
- Aisha Dee (* 1993), eine australische Schauspielerin und Sängerin
- Aïcha Ech-Chenna (1941–2022), marokkanische Frauenrechtlerin
- Aisha Franz (* 1984), deutsche Comiczeichnerin und Illustratorin
- Ajescha al-Gaddafi (* 1976), libysche Rechtsanwältin, Tochter von Muammar al-Gaddafi
- Aisha Hinds (* 1975), US-amerikanische Schauspielerin
- Aisha Jawara (* um 1988), gambische Schriftstellerin
- Aisha Lemu (1940–2019), britische Religionspädagogin
- Aischa-Lina Löbbert (* 1984), deutsche Schauspielerin
- Lalla Aicha von Marokko (1930–2011), marokkanische Prinzessin und Botschafterin
- Aische Pervers (* 1986), deutsche Pornodarstellerin
- Aisha Praught-Leer (* 1989), jamaikanische Läuferin
- Aischa Abd ar-Rahman (1913–1998), eine ägyptische Schriftstellerin und Literaturwissenschaftlerin
- Aïcha Mohamed Robleh (* 1965), dschibutische Dramatikerin und Politikerin
- Aisha Ssemambo (* 1975), ugandische Fußballschiedsrichterin
- Aisha Tyler (* 1970), US-amerikanische Schauspielerin